# 文明的生態史観
文明的生態史觀（ぶんめいのせいたいしかん）是1957年（昭和32年）發表於《中央公論》的梅棹忠夫論考。與《知的生產的技術》同為梅棹的代表作。1967年（昭和42年）由中央公論社出版叢書版，1974年（昭和49年）由中公文庫出版文庫版，1998年（平成10年）文庫版改版出版。此外，1989年（平成元年）收錄於《梅棹忠夫著作集》〈第5卷〉，2002年（平成14年）則收錄於中公クラシックス。

## 概要
梅棹於1955年（昭和30年）赴阿富汗、印度、巴基斯坦調查旅行時，將所感系統整理，提出對文明的新見解。前半部分記述該次旅行內容，並談及所感受到的文化特質、與日本的差異及各文化的價值觀。後半部分基於此，否定以「西方與東方」框架區分世界的觀點，改以「第一地域」與「第二地域」的區分說明文明。
根據此說，西歐與日本屬於第一地域，兩者間廣大的大陸區域則為第二地域。第二地域早期建立了龐大帝國，但因制度等問題而衰落。相反，位於周邊的第一地域因氣候溫暖且不易受到外來攻擊，環境較穩定，雖發展較第二地域緩慢，卻透過從第二地域輸入文化而得以發展，形成穩定且高度發展的社會。此理論當時引發熱烈討論，半世紀以上仍受高度評價。1967年（昭和42年）中公叢書版刊行時，由小松左京撰寫推薦文。1974年（昭和49年）中公文庫版本由谷泰擔任解說，2002年（平成14年）中公クラシックス版本由白石隆擔任解說。

## 內容

### 基於實地調查的考察
前半部分說明筆者根據實地調查的思考。以作者於印度、阿富汗、巴基斯坦的經歷為基礎，深刻體會日本迅速現代化的因素與其他亞洲國家無法做到的根本差異，認為日本本質上是一個特殊國家。下一章則以生態學為基礎探討這些差異的來源。

### 文明的生態史觀
若以地理座標考慮，日本確屬亞洲，但就日本的文明（此處指以經濟、生活水準等為基礎的高度發展程度）而言，是高度特異的文明，難以納入東方框架。故筆者提出新視角，以文明發展程度為主軸，將世界大致分為第一地域與第二地域。第一地域包含西歐數國及日本等高度發達的文明國家，第二地域則涵蓋整個歐亞大陸。作者認為社會變化與發展存在一定法則，借用生態學術語遷移（succession）理論作為一種發展法則，試圖掌握人類發展的法則。因此此理論不考慮如社會主義等單一發展模式，遷移是由環境與社會本身變化引起，且不同地區可能有不同發展。

#### 第一地域的特徵
第一地域曾是第二地域古代文明與帝國的邊陲存在。第一地域吸收第二地域文化，開始建國，隨後建立封建制度。因位於邊陲，第二地域遭沙漠民族威脅的危險較少（詳見後文）。這些優越條件促成自文明內部發生變革（autogenic succession）。即第一地域發展出培育資產階級的封建制度，轉向資本主義體制，表現為宗教改革、中世庶民宗教成立、市民階層興起、行會形成、自由城市發展、海外貿易、農民戰爭等。近代亦有多處相似，如日本與德國的法西斯政府、殖民爭奪的遲入，以及戰後的急速發展。第一地域不僅限日德，普遍為資本主義國家，且曾參與殖民爭奪戰。

#### 第二地域的特徵
第二地域發展了古代文明，並建立起龐大且強盛的帝國。這些帝國歷經多次建立與崩解，如中國的多個帝國與伊斯蘭帝國。在這些專制帝國中，也存在許多相似之處，包括壯麗的宮廷、極為廣大的領土、複雜的民族關係、邊陲地區的存在，以及擁有衛星國等。此外，第二地域包含乾燥地帶，出現武力強大的遊牧民族，並侵襲文明與帝國。由於這些持續的威脅，該地區難以建立高度穩定的政治體系。第二地域外部勢力持續介入，產生外源性演替（Arrogenic Succession，意指外部影響所致的發展）。因此，第二地域因專制政治，資產階級無法興起，資本主義社會的基礎未能形成。故於大戰期間無法具備強大軍事力，成為殖民地。戰後第二地域頻繁出現獨立、革命及內戰，與第一地域完全不同，後者未發生此類動亂。

#### 總結
第一地域與第二地域各有共通特質，且各自沿其共通點經歷類似的發展過程。因此，傳統以西方與東方區分世界的觀點，在當今世界分析中效用有限；採用第一地域與第二地域的觀點更為合適。
第二地域文明因沙漠風暴而瓦解，必須重新進行遷移，這是文明生態史觀的基本原理。此原理與今西錦司的生態學遷移理論（例如山火或河川氾濫導致遷移重置）相對應。文明生態史觀形成梅棹的共時性理論，而資訊文明論則為通時性理論。生態學中的環境被制度群與裝置群所取代，即資訊文明的特徵。
沙漠風暴為核心，但同時強調海洋影響。此外，提出宗教病毒論，具體探討文明元素的遷移過程。

## 對文明生態史觀的反應
文明生態史觀出版時引起廣泛反響。之後由不同視角應用發展的論考，於中央公論社自1990年代起大量發表，冠以「文明的～～史觀」之名。包括川勝平太的《文明的海洋史觀》、安田喜憲的《文明的環境史觀》、村上泰亮的《文明的多系史觀》及森谷正規的《文明的技術史觀》等。
同時，生態史觀亦有多項反對意見。梅棹將第一地域的發展歸因於自生性演替（Autogenic Succession），但有批評認為其發展並非完全自生性（以日本近代化為例，受到西方列強壓力推動明治維新）。地域劃分過於粗略，未提及美國，且將東南亞納入第二地域，但該地多不符第二地域特徵，引發其是否為另一獨立地域的討論。川勝平太於《文明的海洋史觀》中指出生態史觀未充分考慮海洋因素，提出新增海上交流的發展史觀。類似爭論層出不窮，顯示文明生態史觀的重大影響力。但同時，梅棹及其團隊對海洋與文明的研究及相似文明形態論述亦豐富存在。

## 海外的討論
2019年5月，臺灣出版了以《近代日本文明的發展與生態史觀》為書名的文明生態史觀書籍，由遠足文化出版社發行。根據文明生態史觀的觀點，臺灣處於舊世界文明（中國）、高度資本主義（日本）、多國籍主義（東南亞）三者的中間地帶，這種地理位置孕育了臺灣開放、冒險且充滿活力的特質。臺灣由此產生了前所未有的新商業模式、新產品及新文化。文明生態史觀的中文譯者，臺灣東海大學的陳永峰指出，從文明生態史觀可為臺灣未來的外交與政治帶來多方啟示。
佩卡·科爾霍寧則從文明生態史觀的角度討論各地區眼中的亞洲。

## 文明生態史觀的21世紀詮釋
隨著中國崛起，文明生態史觀再次受到關注。梅棹曾言：「向西擴展至大陸的想法已不再適合，不如考慮由日本至澳洲的西太平洋同緯度國家聯盟。這是日本民族的生存之道，是21世紀以後的未來藍圖。」此言在NIDS評論中備受重視。此見解與現代自由开放的印度-太平洋相呼應。
此外，關於中華文明未孕育民主主義、中國民主化困難之因，文明生態史觀解釋由楊海英提出。
茂木誠於YouTube視頻及著作中，闡述地緣政治學、文明生態史觀與卡爾·維特福格爾的東方專制主義，解析中國民主化的難題。
福嶋亮大於《哈囉，歐亞——21世紀「中華」圈的政治思想》中，根據文明生態史觀，認為臺灣、香港屬於「第一地域」，中國屬於「第二地域」，兩者間存在衝突，體現於反對逃犯條例修訂草案運動等事件。他稱香港與中國的鬥爭為「清帝國的亡靈」。

## 書誌資訊
- 梅棹忠夫. . 中央公論 (中央公論社). 1957-02, 72 (2): 32–49. ISSN 0529-6838. 已忽略文本“和書” (帮助)
  - 梅棹忠夫. . 中央公論 (中央公論社). 1964-10, 79 (10): 340–358. ISSN 0529-6838. 已忽略文本“和書” (帮助)再錄
  - . 戰後日本思想大系 15. 筑摩書房. 1974. 已忽略文本“和書” (帮助) - 收錄「文明的生態史觀序說」。
- 梅棹忠夫. . 中公叢書. 中央公論社. 1967-01-20. ISBN 978-4-12-000334-9. （原始内容存档于2012年2月18日）. 已忽略文本“和書” (帮助)
  - . 中公文庫. 谷泰解說. 中央公論社. 1974-09-10. ISBN 978-4-12-200135-0. 已忽略文本“和書” (帮助)
  - . 谷泰解說 改版. 中公文庫. 1998-01-18. ISBN 4-12-203037-4. 已忽略文本“和書” (帮助)
  - . 中公經典. 白石隆解說. 中央公論新社. 2002-11-10. ISBN 4-12-160041-X. 已忽略文本“和書” (帮助) - 收錄「近代日本文明的形成與發展」。
  - 《文明的生態史觀　增補新版》谷泰解說、中公文庫、2023年10月 - 增補「海與日本文明」（2000年）。
- 杉田繁治 (编). . 中央公論社. 1989-10-20. ISBN 978-4-12-402855-3. 已忽略文本“和書” (帮助)

### 出處
1. ↑  近代日本文明的發展與生態史觀
2. ↑  《日本近代文明的發展與生態史觀》書評：溫帶地區，孕育偉大設計的搖籃
3. ↑  19.05.17【世界一把抓】陳永峰談《近代日本文明的發展與生態史觀》
4. ↑  陳永峰 七月 26, 2020 20210511閲覧
5. ↑  環太平洋經濟連結協定（TPP）與東亞經濟整合 研究報告（2016 年度） 第５章 蔡英文海洋政權的出現與臺灣通商貿易政策走向 陳永峰（臺灣・東海大學）
6. ↑  21 世紀日本的安全保障環境與前進道路－重現梅棹忠夫的生態史觀－
7. ↑  【正論】中華文明未孕育民主化　文化人類學者、靜岡大學教授・楊海英
8. ↑  米中激突的地緣政治 茂木誠 P172
9. ↑  亞洲專制與生態史觀
10. ↑  【書評】在「天下」與「本土」之間緊張的東亞：福島亮大著《哈囉，歐亞——21世紀「中華」圈的政治思想》 野嶋剛
11. ↑  【書評】《三國志》的鼎立是今日東亞情勢的重要啟示（NEWSポストセブン） - Yahoo!新聞